# Ullrich Haupt (actor, nacido en 1887)
Ullrich Haupt (8 de agosto de 1887 – 5 de agosto de 1931) fue un actor alemán que consiguió éxito tras aparecer en películas de Hollywood. Fue el padre de Ullrich Haupt Jr., quién también fue actor. Haupt murió durante un accidente de caza, tres días antes de cumplir 44 años.

## Filmografía
| Año  | Título                    | Papel                                    | Notas         |
| ---- | ------------------------- | ---------------------------------------- | ------------- |
| 1916 | The Truant Soul           | Dr. Jenkins                              |               |
| 1917 | The Little Shoes          | Vasili Arloff                            |               |
| 1917 | Skinner's Dress Suit      | Perkins                                  |               |
| 1917 | Satan's Private Door      | Richard Vance                            |               |
| 1917 | Skinner's Bubble          | Perkins                                  |               |
| 1917 | Skinner's Baby            | Perkins                                  |               |
| 1917 | The Kill-Joy              | El chico de Denver                       |               |
| 1928 | La tempestad              | El capitán                               |               |
| 1928 | El capitán Fanfarrón      | Von Dictor                               |               |
| 1929 | The Iron Mask             | De Rochefort                             |               |
| 1929 | The Far Call              | London Nick                              |               |
| 1929 | Wonder of Women           | Kurt                                     |               |
| 1929 | The Greene Murder Case    | Dr. Arthur Von Blon                      |               |
| 1929 | Madame X                  | Laroque                                  |               |
| 1929 | Frozen Justice            | Captain Jones                            |               |
| 1930 | A Royal Romance           | Count von Baden                          |               |
| 1930 | La mala                   | Pierre Ferrande                          |               |
| 1930 | Amor gitano               | Prince Serge                             |               |
| 1930 | Tres de cara a Oriente    | Coronel alemán                           | Sin acreditar |
| 1930 | Du Barry, Mujer de Pasión | Jean Du Barry                            |               |
| 1930 | Morocco                   | Ayudante César                           |               |
| 1930 | Noches de Viena           | Hugo - el pretendiente rechazado de Elsa | Sin acreditar |
| 1931 | Divino Pecado             | Charles Reisling                         |               |
| 1931 | Die große Fahrt           | Thorpe                                   |               |
| 1931 | El paraíso del mal        | Col. von Axt                             |               |